# Equitazione ai Giochi della XXXIII Olimpiade
Le gare di  equitazione dei Giochi della XXXIII Olimpiade si sono svolte dal 27 luglio al 6 agosto presso il Reggia di Versailles e hanno visto la partecipazione di 200 cavalieri in tre discipline, sia per competizioni individuali che a squadre, ovvero dressage, concorso completo e salto ostacoli.

## Qualificazioni
Le 200 quote riservate agli equestri sono state suddivise tra le tre discipline (75 per il salto ostacoli, 65 per il concorso completo e 60 per il dressage). Le squadre in ciascuna disciplina erano composte da tre coppie cavallo-cavaliere; qualsiasi CON che qualificava una squadra (20 squadre per il salto ostacoli, 16 per il concorso completo e 15 per il dressage) riceveva anche 3 ingressi nella competizione individuale per quella disciplina. I CON che non qualificavano squadre potevano ottenere un posto individuale nel dressage e nel salto ostacoli e fino a due posti individuali nel concorso completo, per un totale di 15 partecipazioni nel salto ostacoli e nel dressage e 17 per il concorso completo. Le squadre si qualificano principalmente attraverso competizioni specifiche (World Equestrian Games e tornei continentali), mentre gli individui si qualificano attraverso il ranking. La nazione ospitante, la Francia, riserva automaticamente un posto per squadra in ciascuna disciplina.

## Formato della competizione

### Dressage
Le squadre sono composte da tre atleti, tutti i quali competono anche per le medaglie individuali. Le nazioni senza una squadra possono essere rappresentate da un singolo atleta individuale.
La competizione di dressage inizia con il Grand Prix, che serve come qualificazione sia per le competizioni a squadre che individuali. Gli atleti sono suddivisi in sei batterie di dieci atleti ciascuna, con le prime tre batterie programmate per il primo giorno e le restanti tre batterie per il secondo giorno. Le batterie sono organizzate in modo tale che non più di un atleta per CON possa essere assegnato alla stessa batteria. Una volta concluse le batterie del Grand Prix, i punteggi delle squadre vengono decisi sommando i punteggi individuali dei rispettivi membri della squadra. Le prime otto squadre classificate si qualificano per la finale a squadre (Grand Prix Special), mentre i primi due atleti individuali di ciascuna batteria, più i successivi sei migliori atleti classificati, si qualificano per la finale individuale (Grand Prix Freestyle).
Il Grand Prix Special, utilizzato per decidere le medaglie a squadre, è una prova di dressage leggermente più rigorosa con enfasi sulle transizioni difficili (come il passo raccolto – piaffe). Poiché i punteggi vengono azzerati dopo il Grand Prix, le medaglie a squadre vengono determinate esclusivamente in base ai punteggi ottenuti nello Special. Le nazioni che partecipano alla finale a squadre possono far entrare un atleta sostituto tra il Grand Prix e fino a due ore prima dello Special.
Il Grand Prix Freestyle è aperto a 18 atleti ed è utilizzato per decidere le medaglie individuali. Ogni atleta disegna il proprio test per il Freestyle, che deve essere accompagnato dalla musica e deve contenere 16 movimenti obbligatori. I cavalieri possono adattare un test ai punti di forza dei loro cavalli e incorporare movimenti più difficili di quelli richiesti nel Grand Prix o nello Special (come una pirouette in piaffe o cambi di galoppo su una linea curva) per aumentare i loro punteggi. Le medaglie individuali vengono assegnate in base ai punteggi nel Freestyle.

### Concorso Completo
Le competizioni per le medaglie a squadre e individuali si svolgono contemporaneamente. Ogni atleta, montando lo stesso cavallo, esegue una prova di dressage, una prova di cross-country e una prova di salto ostacoli. Le medaglie a squadre vengono assegnate sommando i punteggi dei membri della squadra, provenienti da tutte e tre le fasi. La squadra con il minor numero di punti di penalità vince l'oro. I primi 25 atleti individuali dopo la prima prova di salto ostacoli eseguono una seconda, ultima, prova di salto ostacoli per determinare le medaglie individuali. Pertanto, coloro che competono per la gloria individuale completano una prova di dressage e di cross-country e due prove di salto ostacoli.
Gli atleti che per vari motivi non iniziano o non terminano una delle fasi vengono eliminati dalla competizione individuale. Le squadre con atleti eliminati ricevono punti di penalità: 100 punti di penalità per ciascun atleta eliminato durante le fasi di dressage e salto ostacoli, e 200 punti di penalità per ciascun atleta eliminato durante la fase di cross-country. Sebbene siano esclusi dall'evento individuale, gli atleti eliminati possono continuare a competere nelle fasi successive per le loro squadre, a meno che non siano stati eliminati per zoppia, caduta del cavallo, abuso del cavallo o altri motivi di squalifica. Le squadre possono inoltre portare avanti un atleta di riserva in qualsiasi momento della competizione. In tal caso, la rispettiva squadra riceve 20 punti di penalità aggiuntivi.

### Salto Ostacoli
Le competizioni individuali e a squadre si svolgono separatamente. La competizione individuale inizia e dura due giorni. Il primo giorno di competizione serve come qualificazione, in cui possono iniziare un totale di 75 atleti. Ogni atleta affronta lo stesso percorso, che include 12-14 ostacoli numerati. Gli atleti vengono classificati in base al numero di punti di penalità accumulati, e i primi 30 si qualificano per la finale individuale. In caso di parità per l'ultimo posto di qualificazione, gli atleti sono separati dal tempo del loro giro. La finale individuale si svolge su un percorso diverso che include 12-15 ostacoli numerati. Gli atleti vengono nuovamente classificati in base al numero di punti di penalità accumulati. Se due o più atleti sono a pari merito per una posizione da medaglia, il pareggio viene risolto con un jump-off.
Il primo giorno di competizione a squadre serve come qualificazione ed è aperto a un totale di 20 squadre. Al termine della qualificazione, le squadre ricevono il loro piazzamento sommando le penalità accumulate dai tre membri della squadra. Gli atleti che si ritirano, vengono eliminati o si ritirano dalla competizione non riceveranno un punteggio. Le squadre con un atleta che si è ritirato, è stato eliminato o si è ritirato dalla qualificazione a squadre saranno piazzate in base alle penalità combinate accumulate dai due atleti che hanno completato la competizione. Le squadre in cui tutti e tre gli atleti hanno completato la competizione senza essere eliminati o ritirati saranno piazzate prima delle squadre con solo due atleti che hanno completato la competizione senza essere eliminati o ritirati. Le squadre con due atleti che si sono ritirati e/o sono stati eliminati dalla competizione saranno eliminate. Le prime 10 squadre in base ai risultati della qualificazione avanzano alla finale a squadre. In caso di parità per l'ultimo posto di qualificazione, le squadre sono separate dal tempo combinato dei tre membri della squadra. La finale a squadre si svolge su un percorso diverso. Le squadre sono nuovamente classificate in base al numero di punti di penalità accumulati dai membri della squadra. Se due o più squadre sono a pari merito per una posizione da medaglia, il pareggio viene risolto con un jump-off.

## Calendario
| Salto ostacoli    |  |  |                     |  |  |  | Squadre |         |             |  | Individuale | 2 |
| Dressage          |  |  |                     |  |  |  |         | Squadre | Individuale |  |             | 2 |
| Concorso completo |  |  | Individuale Squadre |  |  |  |         |         |             |  |             | 2 |
| Totale            |  |  | 2                   |  |  |  | 1       | 1       | 1           |  | 1           | 6 |

|  | Qualificazioni |  | Finali |

## Podi
| Evento                 | Oro | Perf.   | Argento | Perf.   | Bronzo | Perf.   |
| Salto ostacoli         | |         | |         | |         |
| Individuale (dettagli) | Christian Kukuk (Checker 47)                                                                              | 0       | Steve Guerdat (Dynamix de Belheme)                                                                               | 4       | Maikel van der Vleuten (Beauville Z)                                                                                                  | 4       |
| A squadre (dettagli)   | Gran Bretagna Ben Maher (Dallas Vegas Batilly) Harry Charles (Romeo 88) Scott Brash (Jefferson)           | 2       | Stati Uniti Laura Kraut (Baloutinue) Karl Cook (Caracole de la Roque) McLain Ward (Ilex)                         | 4       | Francia Simon Delestre (I.Alemusina R 51) Olivier Perreau (Dorai D'Aiguilly) Julien Epaillard (Dubai du Cèdre)                        | 7       |
| Dressage               | |         | |         | |         |
| Individuale (dettagli) | Jessica von Bredow-Werndl (TSF Dalera BB)                                                                 | 90.093  | Isabell Werth (Wendy)                                                                                            | 89.614  | Charlotte Fry (Glamourdale) | 88.971  |
| A squadre (dettagli)   | Germania Frederic Wandres (Bluetooth Old) Isabell Werth (Wendy) Jessica von Bredow-Werndl (TSF Dalera BB) | 235.790 | Danimarca Daniel Bachmann Andersen (Vayron) Nanna Merrald Rasmussen (Zepter) Cathrine Laudrup-Dufour (Freestyle) | 235.669 | Gran Bretagna Becky Moody (Jagerbomb) Carl Hester (Fame) Charlotte Fry (Glamourdale)                                                  | 232.492 |
| Concorso completo      | |         | |         | |         |
| Individuale (dettagli) | Michael Jung (Chipmunk Frh)                                                                               | 21.80   | Christopher Burton (Shadow Man)                                                                                  | 22.40   | Laura Collett (London 52) | 23.10   |
| A squadre (dettagli)   | Gran Bretagna Rosalind Canter (Lordships Graffalo) Tom McEwan (JD Dublin) Laura Collett (London 52)       | 91.30   | Francia Nicolas Touzaint (Diabolo Menthe) Karim Laghouag (Triton Fontaine) Stéphane Landois (Chaman Dumontceau)  | 103.60  | Giappone Toshiyuki Tanaka (Jefferson) Kazuma Tomoto (Vinci De La Vigne) Yoshiaki Oiwa (Mgh Grafton Street) Ryuzo Kitajima (Cekatinka) | 115.80  |

## Medagliere
| Pos.   | Paese         | Oro | Argento | Bronzo | Totale |
| ------ | ------------- | --- | ------- | ------ | ------ |
| 1      | Germania      | 4   | 1       | 0      | 5      |
| 2      | Gran Bretagna | 2   | 0       | 3      | 5      |
| 3      | Francia       | 0   | 1       | 1      | 2      |
| 4      | Australia     | 0   | 1       | 0      | 1      |
| 4      | Danimarca     | 0   | 1       | 0      | 1      |
| 4      | Svizzera      | 0   | 1       | 0      | 1      |
| 4      | Stati Uniti   | 0   | 1       | 0      | 1      |
| 8      | Giappone      | 0   | 0       | 1      | 1      |
| 8      | Paesi Bassi   | 0   | 0       | 1      | 1      |
| Totale | Totale        | 6   | 6       | 6      | 18     |